# Grace Jones

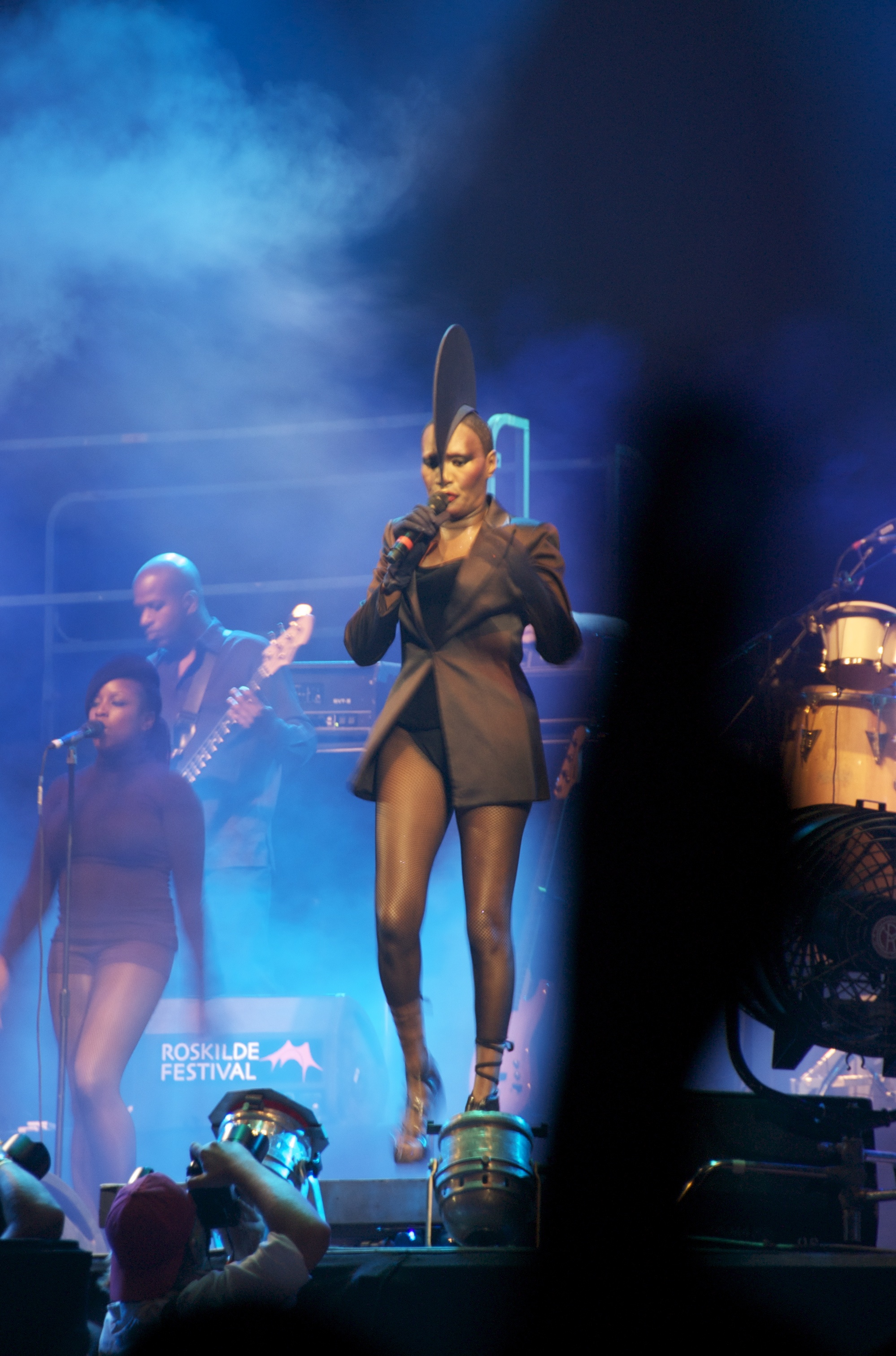
Grace Jones på Roskildefestivalen 2009.

Grace Jones, född 19 maj 1948 i Spanish Town, Jamaica, är en jamaicansk-amerikansk fotomodell, sångerska och skådespelare. Jones är även känd för sin androgyna framtoning och sina uppseendeväckande och påkostade klädutstyrslar. Några av Jones hitlåtar inkluderar "Private Life" (1980), "Pull Up to the Bumper", "I've Seen That Face Before (Libertango)" (båda 1981) och "I'm Not Perfect (But I'm Perfect for You)" (1986). Jones var Bondbrud 1985 i A View to a Kill.

## Diskografi
- Portfolio (Island) 1977
- Fame (Island) 1978
- Muse (Island) 1979
- Warm Leatherette (Island) 1980 (finns även i en "skandinavian special" med längre versioner)
- Nightclubbing (Island) 1981
- Living My Life (Island) 1982
- Island Life (Island) 1985 - collected singles
- Slave to the Rhythm (Manhattan/Island) 1985
- Inside Story (Manhattan) 1986
- Bulletproof Heart (Capitol) 1989
- Private Life: The Compass Point Sessions (Island) 1998
- Universal Masters Collection (Universal) 2003
- Hurricane (Wall of Sound) 2008

## Filmografi
- 1973 - Gordons War
- 1976 - Attention les yeux!
- 1976 - Quelli della calibro 38
- 1981 - Deadly Vengeance
- 1984 - Conan förgöraren
- 1985 - Levande måltavla
- 1986 - Vamp
- 1987 - Straight to hell
- 1987 - Siesta
- 1992 - Boomerang
- 1995 - Cyber Bandits
- 1998 - McCinsey's Island
- 1999 - Palmers Pick Up
- 2006 - No Place Like Home
- 2008 - Falco, Verdammt, wir leben noch!